# Mount Vernon (Washington)
Mount Vernon is een plaats (city) in de Amerikaanse staat Washington, en valt bestuurlijk gezien onder Skagit County.

## Demografie
Bij de volkstelling in 2000 werd het aantal inwoners vastgesteld op 26.232.
In 2006 is het aantal inwoners door het United States Census Bureau geschat op 29.984, een stijging van 3752 (14.3%).

## Geografie
Volgens het United States Census Bureau beslaat de plaats een oppervlakte van
29,5 km², waarvan 28,8 km² land en 0,7 km² water. Mount Vernon ligt op ongeveer 9 m boven zeeniveau.

## Plaatsen in de nabije omgeving
De onderstaande figuur toont nabijgelegen plaatsen in een straal van 12 km rond Mount Vernon.

## Geboren in Mount Vernon
- Jim Caviezel (1968), acteur
- Chad Lindberg (1976), acteur
- Scott Clements (1981), pokerspeler
- Cooper McLeod (2001), langebaanschaatser